# Halictus vansoni
Halictus vansoni là một loài Hymenoptera trong họ Halictidae. Loài này được Cockerell mô tả khoa học năm 1935.